# Думенца
Думенца (итал. Dumenza) је насеље у Италији у округу Варезе, региону Ломбардија.
Према процени из 2011. у насељу је живело 882 становника. Насеље се налази на надморској висини од 420 м.

## Становништво
| 1936. | 1951. | 1961. | 1971. | 1981. | 1991. | 2001. | 2011. |
| ----- | ----- | ----- | ----- | ----- | ----- | ----- | ----- |
| 1.376 | 1.335 | 1.201 | 1.085 | 1.163 | 1.267 | 1.325 | 1.433 |